# Alberts Kviesis
Alberts Kviesis (ur. 22 grudnia 1881 w Kalnamuižy w gminie Tērvete w Kurlandii, zm. 9 sierpnia 1944 w Rydze) – łotewski prawnik i polityk, sędzia i adwokat, wieloletni poseł do Sejmu i prezydent dwóch kadencji (1930–1936).

## Życiorys
Urodził się w rodzinie pisarza gminnego. Edukację pobierał w rodzinnym domu, następnie zaś w gimnazjum w Mitawie. Po jego ukończeniu szkoły kształcił się na Uniwersytecie Dorpackim w dziedzinie prawa (1902–1907). W trakcie studiów angażował się w łotewski ruch narodowy, należał do korporacji "Letonija". Po powrocie na Łotwę praktykował jako adwokat w Mitawie. W stolicy Semigalii brał udział w lokalnym życiu społecznym, pełniąc funkcję prezesa Towarzystwa Łotewskiego oraz członka Komitetu Czerwonego Krzyża. W czasie I wojny światowej zaangażował się w prace Komitetu Pomocy Uchodźcom w Dorpacie. W 1917 przystąpił do Łotewskiego Związku Rolników.
W 1917 wszedł w skład Tymczasowej Kurlandzkiej Rady Ziemskiej (łotewskiego samorządu regionalnego). W listopadzie 1918 wybrany w skład Łotewskiej Rady Narodowej (Latvijas Tautas padome, LTP), był jej wiceprzewodniczącym ds. prawnych. 18 listopada 1918 opowiedział się za niepodległością kraju. W następnym roku mianowano go członkiem Rady Sądownictwa, przez siedem lat (1923–1930) pełnił funkcję jej przewodniczącego. Brał udział w kształtowaniu systemu prawnego Republiki Łotewskiej. W rządzie Zigfrīdsa Anny Meierovica (1921–1923) sprawował funkcję ministra spraw wewnętrznych. Wykonywał  jednocześnie mandat posła do Sejmu Ustawodawczego (1920–1922), następnie zaś do Sejmów I, II i III kadencji (1922–1930). Był przewodniczącym Komisji Sprawiedliwości. W 1926 wybrano go wiceprzewodniczącym parlamentu.
W 1927 bez powodzenia ubiegał się o najwyższy urząd w państwie, przegrywając w  głosowaniu sejmowym z Gustavsem Zemgalsem. Prezydentem został w 1930, wybrany większością 55 do 34 posłów ("za" głosowały ugrupowania prawicowe oraz mniejszości narodowe). Na kolejną kadencję wybrano go w 1933 już w pierwszej turze większością 52 do 25 głosów (przy poparciu prawicy i sprzeciwie socjaldemokratów). Po zamachu stanu z 15 maja 1934, o którym jako członek tego samego ugrupowania co Kārlis Ulmanis został poinformowany dopiero po fakcie, pozostał na stanowisku prezydenta do końca kadencji, jednak jego realna władza została uszczuplona na korzyść dyktatora Ulmanisa. Dokonał uroczystego otwarcia Pomnika Wolności w dniu 18 listopada 1935. Jako głowa państwa starał się pozostać niezależny od rozgrywek parlamentarnych, a także pozostawiać autonomię rządowi. W czasie pełnienia funkcji ani razu nie przesłał do Sejmu własnego projektu ustawy, ani nie zawetował uchwalonego przez parlament prawa. Nie zwoływał Rady Gabinetowej.
Po rozstaniu z polityką praktykował jako adwokat w Rydze. Zasiadał jednocześnie w zarządzie fabryki celulozy w Sloce, był również przewodniczącym rady Banku Lipawskiego.
W czasie okupacji sowieckiej, wiedząc o deportacjach mających nastąpić w czerwcu 1941, ukrywał się w leśniczówce  w rodzinnych stronach. Po zajęciu Łotwy przez Niemców w lecie 1941 powrócił do pracy w adwokaturze. Został wybrany na przewodniczącego Tymczasowej Rady Adwokackiej. W 1943 generalny komisarz Łotwy Drechsler powierzył mu stanowisko generalnego dyrektora ds. prawnych tzw. samorządu łotewskiego podporządkowanego okupantom. Po roku Kviesis odszedł z tej funkcji z uwagi na chorobę serca.
Alberts Kviesis zmarł na zawał serca 9 sierpnia 1944 w porcie ryskim na statku "Monte Rosa", którym planował dostać się do Niemiec, uciekając przed okupacją sowiecką. Pochowany na Cmentarzu Leśnym.
Miał żonę Elzę i syna Ēriksa. Był entuzjastą muzyki (w tym śpiewów chórowych). W latach 1922–1925 zasiadał w dyrekcji Opery Narodowej. Obejmował honorowy patronat nad świętami pieśni.
Odznaczony m.in. Komandorią Krzyża Wielkiego Orderu Trzech Gwiazd, a także Orderem Krzyża Orła I klasy.